# Alpejægernes Ankomst I-II
Alpejægernes Ankomst I-II er en stumfilm med ukendt instruktør.

## Handling
Del 1: Den 26. maj 1920 ankommer de franske alpejægere til København i forbindelse med Genforeningen af Sønderjylland. March gennem byen til Sølvgades Kaserne. Ankomsten til Godsbanegården. Soldaterne marcherer ad Vesterbrogade og Strøget til eksercérpladsen foran Rosenborg Slot, hvor der er parade for Kong Christian X.